# Club Atlético River Plate 2007-2008
Questa voce raccoglie le informazioni riguardanti il Club Atlético River Plate nelle competizioni ufficiali della stagione 2007-2008.

## Stagione
L'ultima stagione di Passarella allenatore si conclude con il 14º posto nell'Apertura, dopo un rendimento sottotono in campionato. Nel Clausura, con l'arrivo di Diego Simeone in panchina e l'acquisto di rinforzi come Sebastián Abreu, il River si posiziona 1º, registrando, con 13 reti subite, la miglior difesa del torneo e superando di 4 punti i rivali del Boca Juniors. In campo internazionale, nella Sudamericana la squadra supera agli ottavi il Botafogo e ai quarti il Defensor Sporting, venendo poi eliminata in semifinale dall'Arsenal ai tiri di rigore. In Libertadores, invece, dopo aver passato il girone al primo posto viene escluso agli ottavi dai connazionali del San Lorenzo.

## Maglie e sponsor
Lo sponsor tecnico per la stagione 2007-2008 è Adidas, mentre lo sponsor ufficiale è Petrobras.
| Casa | Trasferta |

## Rosa
| N. |                      | Ruolo | Calciatore           |
| -- | -------------------- | ----- | -------------------- |
|    | Argentina (bandiera) | P     | Juan Pablo Carrizo   |
|    | Argentina (bandiera) | P     | Bernardo Leyenda     |
|    | Argentina (bandiera) | P     | Juan Ojeda           |
|    | Argentina (bandiera) | P     | Mario Vega           |
|    | Argentina (bandiera) | D     | Diego Bogado         |
|    | Argentina (bandiera) | D     | Gustavo Cabral       |
|    | Argentina (bandiera) | C     | Diego Daniel Cardozo |
|    | Argentina (bandiera) | D     | Paulo Ferrari        |
|    | Argentina (bandiera) | D     | Danilo Gerlo         |
|    | Argentina (bandiera) | D     | Federico Lussenhoff  |
|    | Argentina (bandiera) | D     | Lucas Mareque        |
|    | Argentina (bandiera) | D     | Emanuel Martínez     |
|    | Argentina (bandiera) | D     | Mateo Musacchio      |
|    | Argentina (bandiera) | D     | Cristian Nasuti      |
|    | Argentina (bandiera) | D     | Maximiliano Oliva    |
|    | Argentina (bandiera) | D     | Nicolás Sánchez      |
|    | Argentina (bandiera) | D     | Eduardo Tuzzio       |
|    | Argentina (bandiera) | D     | Cristian Villagra    |
|    | Argentina (bandiera) | C     | Matías Abelairas     |
|    | Argentina (bandiera) | C     | Facundo Affranchino  |
|    | Argentina (bandiera) | C     | Rodrigo Archubi      |
|    | Argentina (bandiera) | C     | Fernando Belluschi   |
|    | Argentina (bandiera) | C     | Diego Buonanotte     |
|    | Argentina (bandiera) | C     | Marcelo Burzac       |

| N. |                      | Ruolo | Calciatore          |
| -- | -------------------- | ----- | ------------------- |
|    | Argentina (bandiera) | C     | Matías Díaz         |
|    | Argentina (bandiera) | C     | Nicolás Domingo     |
|    | Argentina (bandiera) | C     | Augusto Fernández   |
|    | Argentina (bandiera) | C     | Damián Lizio        |
|    | Argentina (bandiera) | C     | René Lima           |
|    | Argentina (bandiera) | C     | Ariel Ortega        |
|    | Argentina (bandiera) | C     | Sixto Peralta       |
|    | Argentina (bandiera) | C     | Leonardo Ponzio     |
|    | Argentina (bandiera) | C     | Lucas David Sánchez |
|    | Uruguay (bandiera)   | A     | Sebastián Abreu     |
|    | Argentina (bandiera) | A     | Federico Almerares  |
|    | Argentina (bandiera) | A     | Juan Antonio        |
|    | Argentina (bandiera) | A     | Gustavo Bou         |
|    | Argentina (bandiera) | A     | Tulio Etchemaite    |
|    | Colombia (bandiera)  | A     | Radamel Falcao      |
|    | Argentina (bandiera) | A     | Ernesto Farías      |
|    | Argentina (bandiera) | A     | Federico Higuaín    |
|    | Argentina (bandiera) | A     | Pablo Mazza         |
|    | Argentina (bandiera) | A     | Andrés Rios         |
|    | Argentina (bandiera) | A     | Mauro Rosales       |
|    | Argentina (bandiera) | A     | Marco Ruben         |
|    | Cile (bandiera)      | A     | Alexis Sánchez      |
|    | Argentina (bandiera) | A     | Sebastián Sciorilli |
|    | Argentina (bandiera) | A     | Rolando Zárate      |

## Statistiche

### Statistiche di squadra
| Competizione          | Punti | Totale | Totale | Totale | Totale | Totale | Totale | DR  |
| Competizione          | Punti | G      | V      | N      | P      | Gf     | Gs     | DR  |
| --------------------- | ----- | ------ | ------ | ------ | ------ | ------ | ------ | --- |
| Campionato - Apertura | 23    | 19     | 6      | 5      | 8      | 31     | 33     | -2  |
| Campionato - Clausura | 43    | 19     | 13     | 4      | 2      | 29     | 13     | +16 |
| Libertadores          | -     | 8      | 4      | 1      | 3      | 17     | 12     | +5  |
| Sudamericana          | -     | 6      | 1      | 4      | 1      | 6      | -5     |     |
| Totale                | -     |        |        |        |        |        |        | -   |